# 巴黎大皇宫
香榭丽舍大皇宮（法語：Grand Palais des Champs-Élysées，法語發音：[ɡʁɑ̃ palɛ de ʃɑ̃z‿elize]），通称大皇宮（法語：Grand Palais），位於香榭麗舍大道，是為了舉辦1900年世界博覽會所興建的展览馆，现为巴黎美术博物馆所在地，由建築師亨利·德格拉纳、阿尔贝·卢韦、阿尔贝-费利克斯-泰奥菲勒·托马和夏尔·吉罗共同建造，正面長240公尺、高43公尺。和小皇宮及亞歷山大三世橋修建於同一時期。
虽然中文译名有“皇宫”一词，但巴黎大皇宫及小皇宫并非皇家宫殿。2024年巴黎奥运会的击剑与跆拳道比赛在此举行。

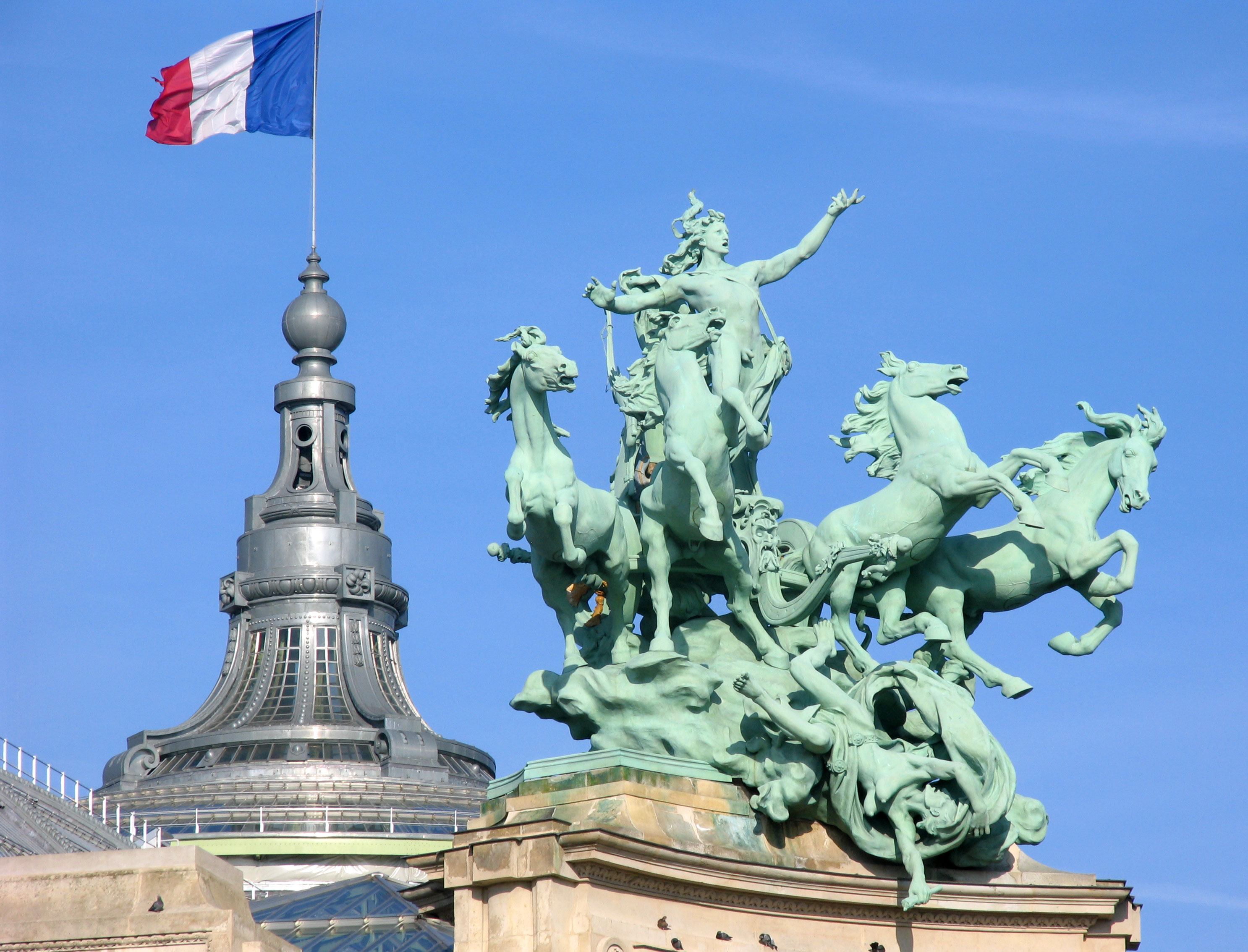
玻璃屋頂四馬戰車雕像

## 历史

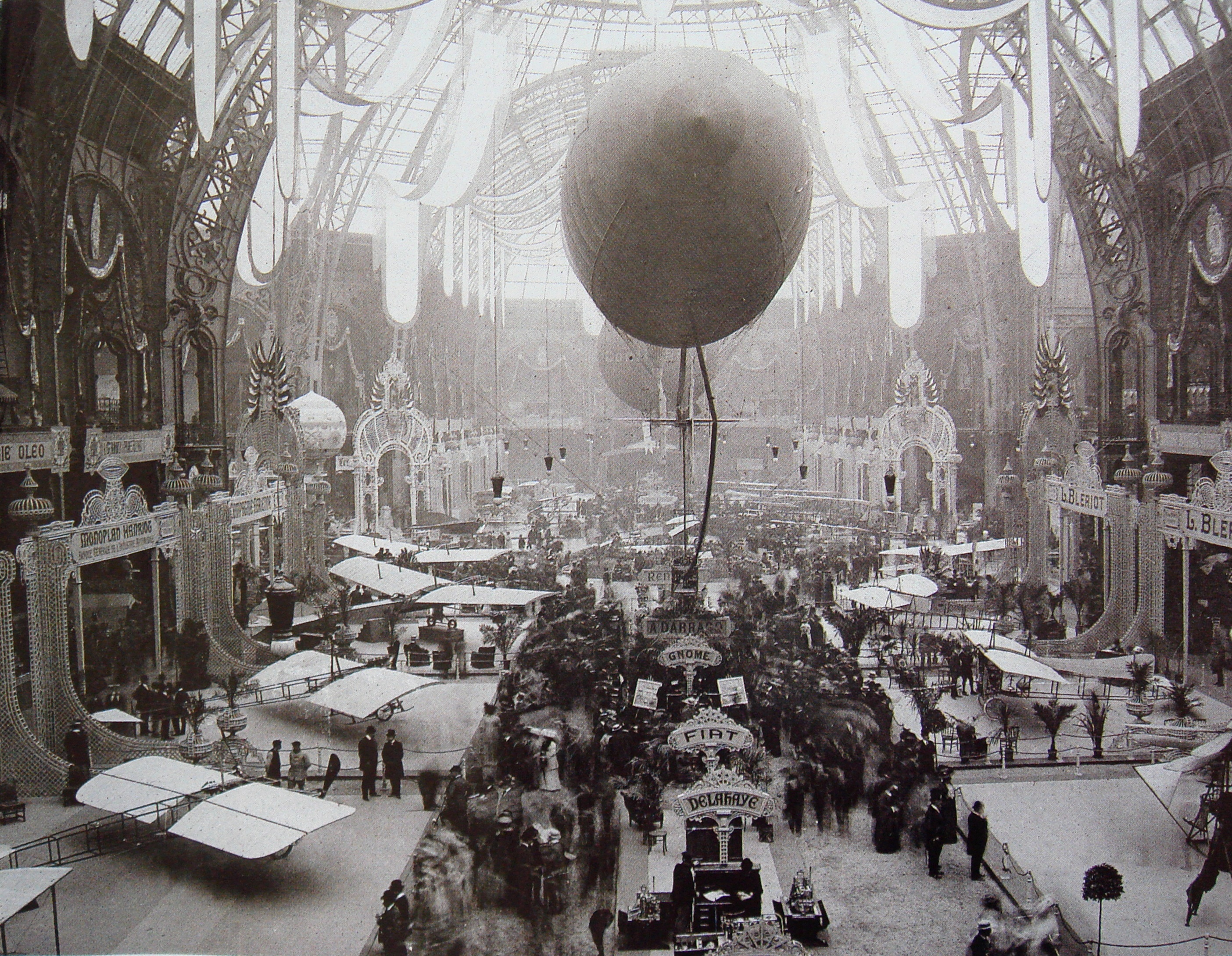
1909年在巴黎大皇宫举办的巴黎国际航空航天展

1900年巴黎世界博览会的举办决定，使法兰西共和国揭露其内部的深刻分歧。批评者认为该项目耗费巨大，占用了地方政府的资源，并质疑其对法国整体经济的效益。这些担忧也蔓延到了大皇宫的规划和建设。
与夏乐宫或加尼叶歌剧院的方案不同，该项目只考虑让法国建筑师参与。最终决定于1896年4月22日宣布，合同授予了四人，每人负责一个不同的领域：亨利·德格拉纳、阿尔贝·卢伟、阿尔贝·托马和夏尔·吉罗。
大皇宫于1900年5月1日盛大开幕。从一开始，除了预定的艺术展览外，这里还举办了各种展览。其中包括1901年至1957年每年举办的骑马比赛，但主要致力于创新和现代性：汽车、航空、家用电器等等。艺术展览的黄金时代持续了大约三十年，最后一次展览于1947年举行。亨利·马蒂斯去世后的第一个大型回顾展在大皇宫举行。
主空间长近240米，采用铁、钢和玻璃桶形拱顶建造，是受伦敦水晶宫启发下建造的最后一个大型透明结构，在电力时代来临之前，这样的结构是大型集会的必备条件。主空间最初通过一个融合了古典风格和新艺术运动风格的大楼梯，沿着东西轴线与宫殿的其他部分相连，但内部布局后来有所修改。
这座宏伟宫殿的外观融合了雄伟的古典石材立面和繁复的新艺术运动铁艺，以及一些寓言雕像群，包括保罗·加斯克、卡米耶·勒费弗尔、阿尔弗雷德·布歇、Alphonse-Amédée Cordonnier和拉乌尔·韦尔莱等雕塑家的作品。乔治·雷朋创作的巨大青铜驷马战车雕塑位于主立面两翼的顶部。香榭丽舍大街侧的雕塑以不朽战时间，塞纳河侧的雕塑以和谐胜分歧。
这座建筑甚至在完工之前就出现了问题，主要是由于地下水位下降造成的沉降。由于施工不能延迟，建筑商试图通过将支撑柱下沉到更坚固的土壤中来弥补这种沉降和地面移动的趋势。这些措施只取得了部分成功。建筑物投入使用后，又出现了进一步的损坏。在安装某些展览（如巴黎国际航空航天展）期间，对结构构件施加过大的力造成了损坏，同样的还有马展中流出的酸性液体。
随着时间的推移，建筑本身的建造也暴露出了一些问题，例如，铸铁和钢构件之间有不同的膨胀和收缩率。问题产生的间隙导致有水渗入，造成腐蚀，进一步削弱了结构。1993年，一块玻璃天花面板坠落，主空间终于被迫关闭进行修复工作，直到2007年才重新向公众完全开放。

## 戰時的大皇宫
第一次世界大戰期間，大皇宫曾被用作軍事醫院，僱用未被送往前線的當地藝術家，來粉飾病房及製作義肢模具。第二次世界大戰德國佔據法國期間，納粹德軍曾將之用作卡車倉庫，後來在那裡舉辦了兩個納粹政治宣傳展覽。
巴黎解放期間，巴黎抵抗運動將大皇宮作為總部。1944年8月23日，他們於一扇面向塞爾維斯大道的窗戶對一支前進中的德軍縱隊進行射擊，德軍以坦克射向大皇宮作為回應。這次襲擊點燃了宮內為馬戲表演準備的乾草，在接下來的48小時，大火產生的濃煙對建築物造成了嚴重破壞。8月26日，美軍的吉普車停泊在在中殿，法國第2裝甲師的坦克緊隨其後，才解決了這次衝突。

## 戰後
1960年代，法籍建築師勒·柯布西耶屬意拆卸大皇宮，在那裡興建由時任文化部長安德烈·馬爾羅所提倡的20世紀藝術博物館。1965年8月27日，建築師過世，計畫告終。中殿於1975年6月12日獲頒令為歷史古蹟。2000年11月6日大皇宮獲法令全面保護。

## 今日之大皇宫

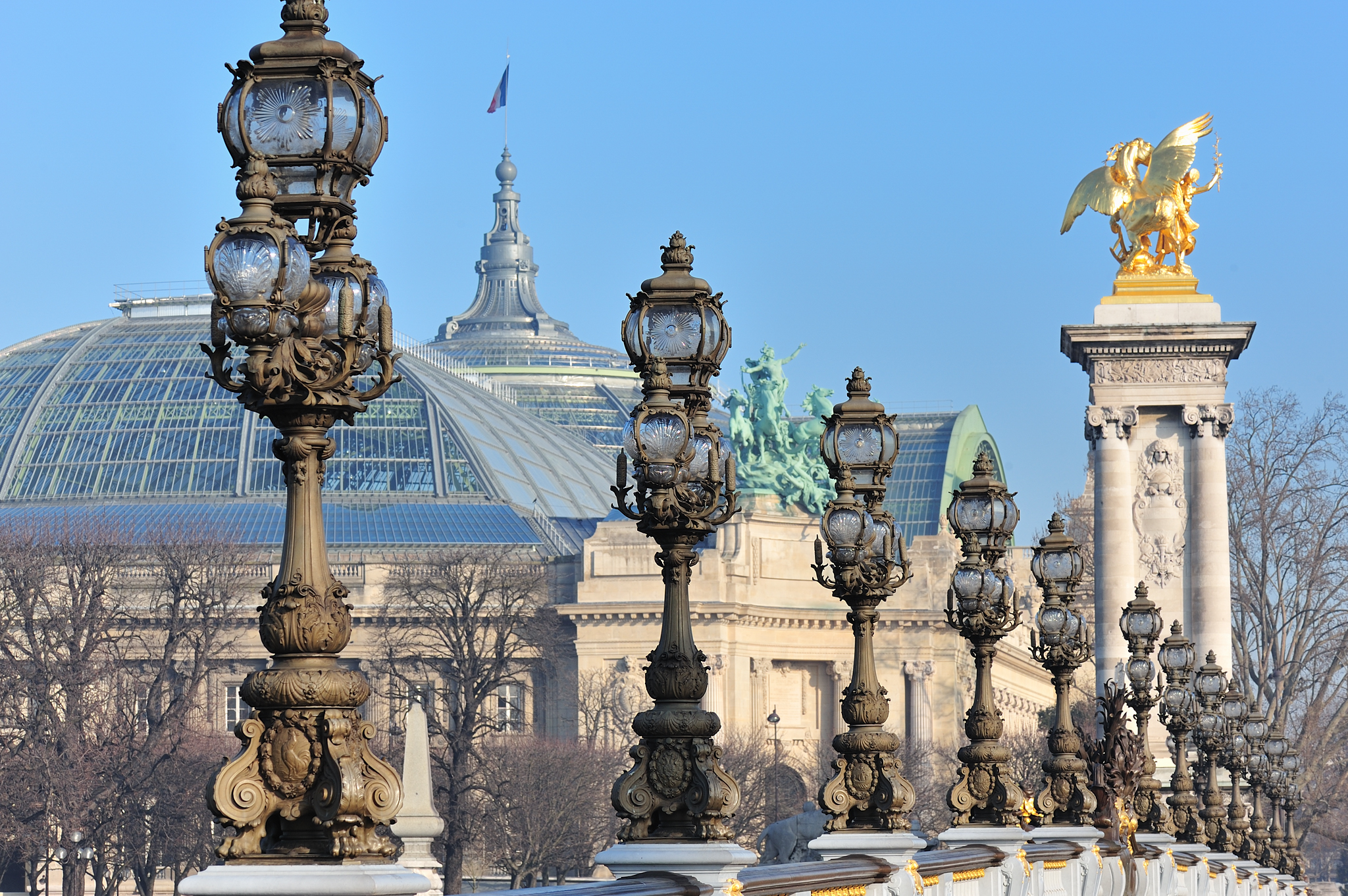
从亚历山大三世桥望大皇宫

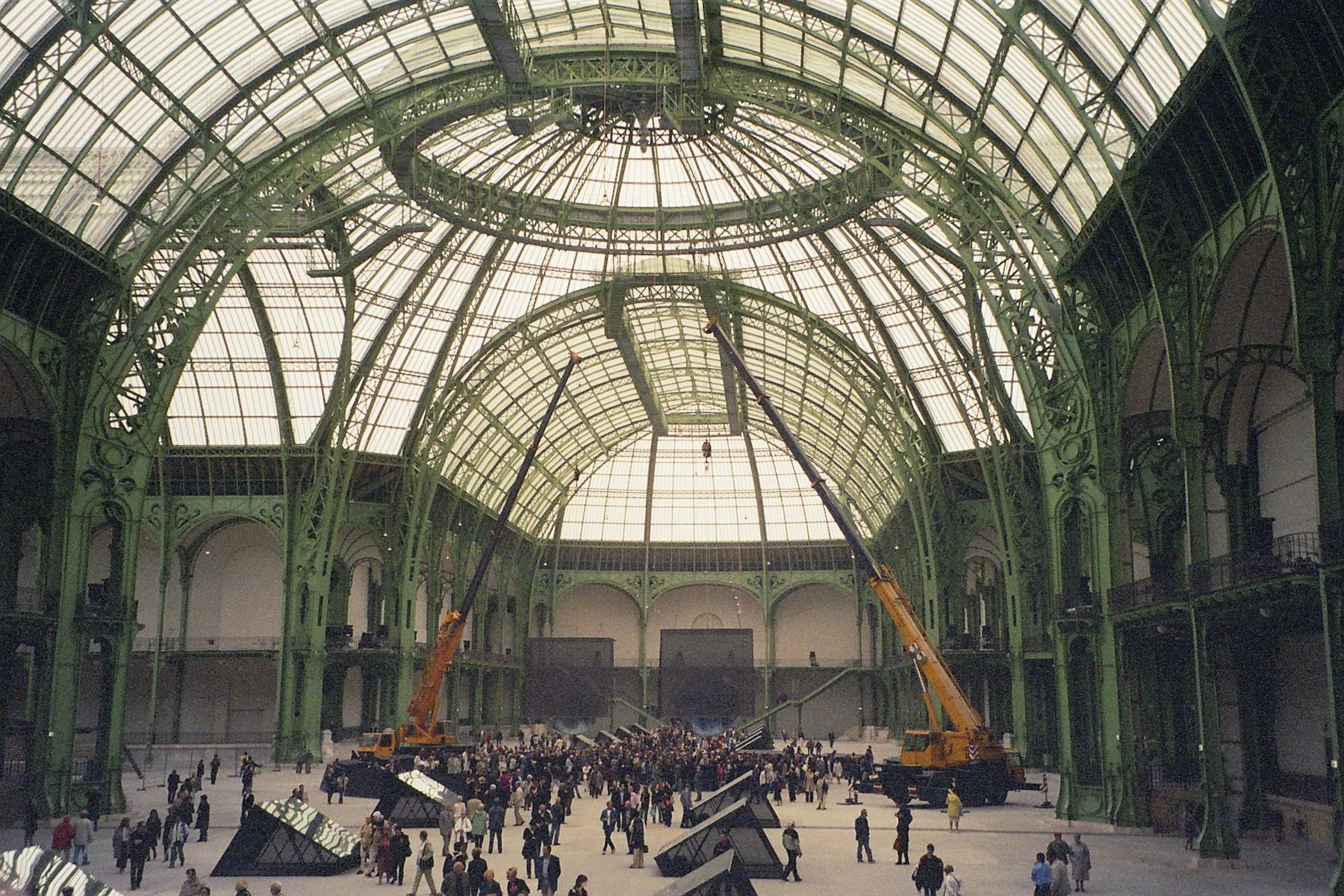
大皇宫内部

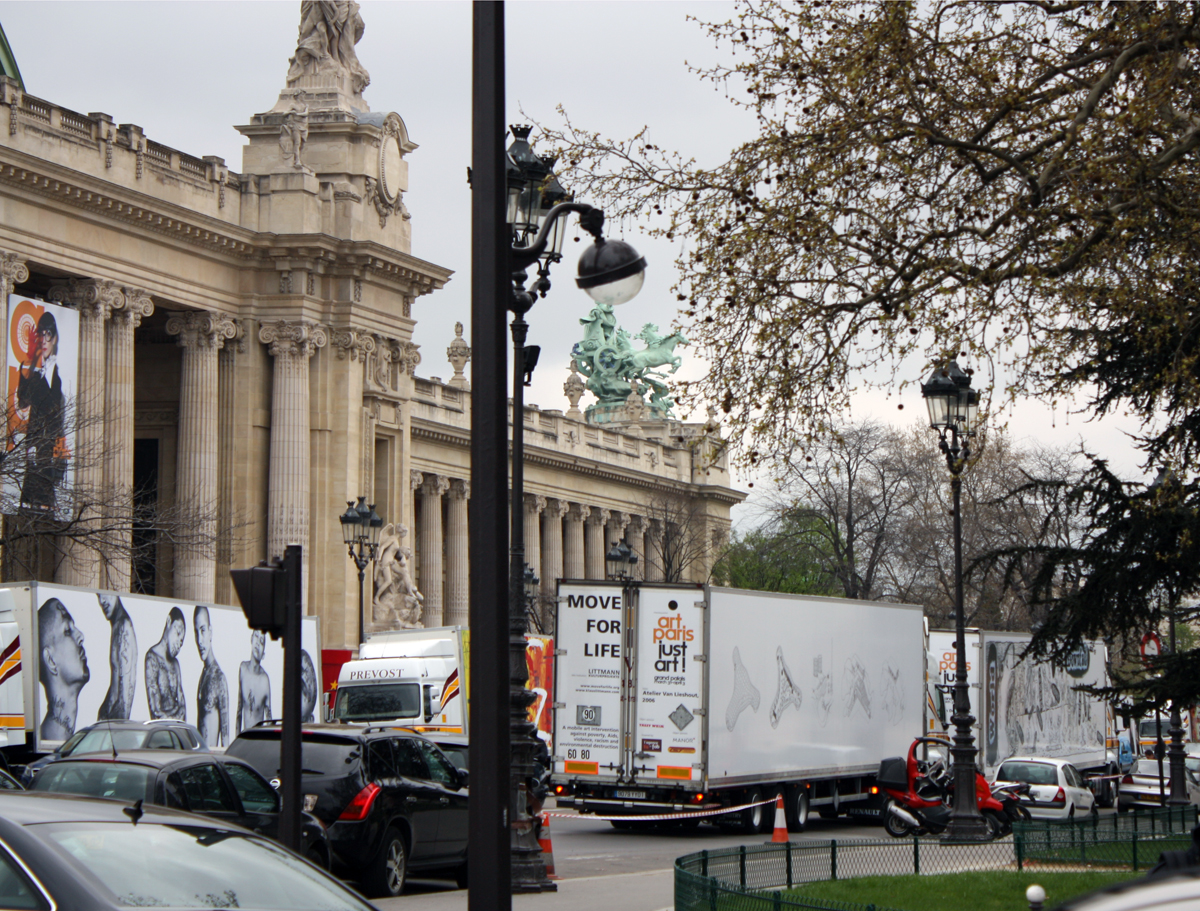
2011年在大皇宫进行的巴黎艺术博览会准备工作

大皇宫的地下室设有一个主警察局，其警员负责保护大皇宫国家美术馆展出的展品，特别是绘画展览“沙龙”：法国国家美术协会沙龙、秋季沙龙和比较沙龙。该建筑的西翼还设有一个科学博物馆，即发现宫。
它是2010年世界击剑锦标赛的主办场地。
在2011年的Monumenta展览（5月11日至6月23日）上，雕塑家安尼施·卡普尔受委托创作了临时室内特定场域装置作品“利维坦”，这是一个巨大的（约77.5万平方英尺）结构，占据了大皇宫主展厅的一半。
在2017年环法自行车赛的最后阶段，它被用作巴黎2024年夏季奥运会申办宣传活动的一部分。骑手们骑车穿过大皇宫，前往香榭丽舍大街。

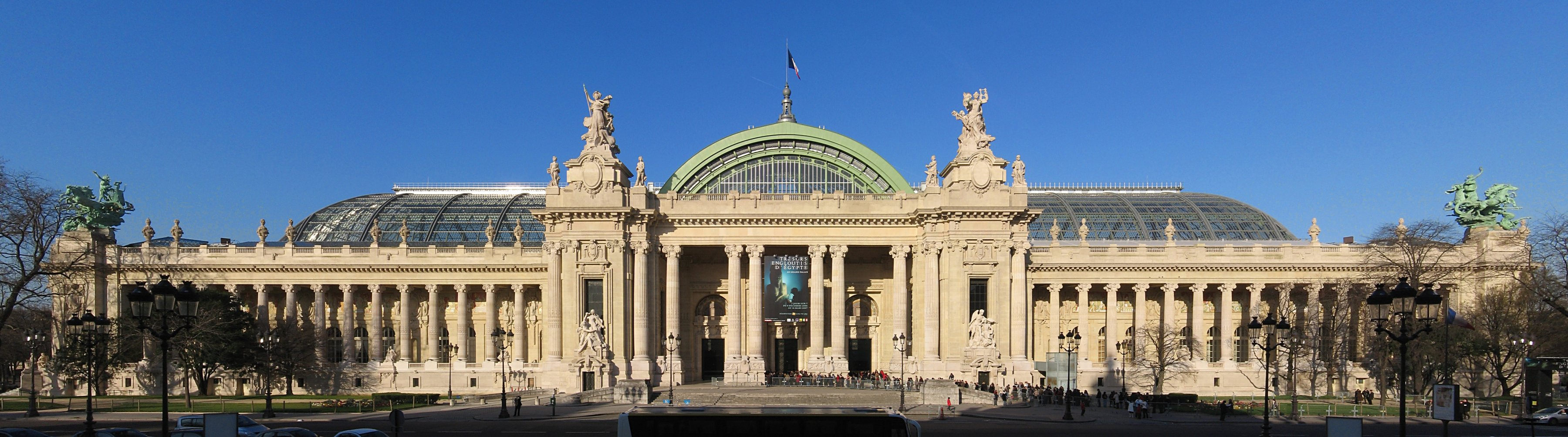
大皇宫全景

大皇宫于2021年3月暂时关闭，进行重大翻修。于在2024年巴黎奥运会前重新开放，用于举办击剑和跆拳道比赛。大皇宫计划于2025年春季重新向公众开放。 在关闭期间，原定举办的展览将在其他地点举办，例如巴黎的临时大皇宫和卢森堡博物馆，以及马赛的交易所宫。

## 外部連結
- 巴黎大小皇宮 Grand et Petit Palais（页面存档备份，存于）
- 巴黎—大皇宫国家美术馆
- 2009年，直擊圓明園獸首銅像在巴黎大皇宮 （页面存档备份，存于）

Template:巴黎名胜